# إميلي سكارات
إميلي سكارات (مواليد 8 فبراير 1990) هي لاعبة اتحاد رغبي إنجليزية، تشارك مع منتخب إنجلترا في المحافل الدولية.

## روابط خارجية
- إميلي سكارات على موقع سلسلة سباعيات الرغبي العالمية للسيدات (الإنجليزية)
- إميلي سكارات على موقع اللجنة الأولمبية الدولية (الإنجليزية)
- إميلي سكارات على موقع أوليمبيديا (الإنجليزية)
- إميلي سكارات على موقع اللجنة الأولمبية البريطانية (الإنجليزية)